# Agecephalichthys
Agecephalichthys è un genere estinto di pesci ossei appartenente ai Palaeonisciformes, vissuto durante il Triassico medio (Anisico). Il genere è rappresentato da una sola specie, Agecephalichthys granulatus, descritta a partire da resti fossili rinvenuti in Australia.

## Descrizione
Agecephalichthys granulatus è noto da un olotipo costituito da una testa isolata, priva della volta cranica e dell’area rostrale, catalogato come P 15890 e conservato presso la collezione del Natural History Museum di Londra.
Altri due esemplari parziali sono conservati presso l’Australian Museum sotto la classificazione “Pisces/Brookvale”.
Agecephalichthys doveva essere uno dei più grandi pesci ossei della sua epoca: sulla base delle dimensioni della testa, la lunghezza totale dell’animale è stata stimata tra 1 metro e 1,2 metri.

## Classificazione
Agecephalichthys granulatus venne descritto per la prima volta da Wade nel 1935, che lo classificò tra i Chondrostei all’interno della sottoclasse Palaeopterygii (ora desueta), in base alla morfologia del cranio e alla granulazione della superficie ossea. Il genere è attualmente collocato nella famiglia Palaeoniscidae, un gruppo di pesci ossei arcaici dal corpo fusiforme e ricoperto di scaglie ganoidi.

## Distribuzione e Habitat
I resti fossili di Agecephalichthys provengono dalla Hawkesbury Sandstone, una formazione geologica del Triassico medio situata nel Nuovo Galles del Sud, in Australia. L’ambiente di deposizione era quello di un sistema fluviale, il che indica che si trattava di un pesce d’acqua dolce.